# Pegantungan
Pegantungan is een bestuurslaag in het regentschap Belitung van de provincie Bangka-Belitung, Indonesië. Pegantungan telt 1762 inwoners (volkstelling 2010).